# René Schöfisch
René Schöfisch (* 3. Februar 1962 in Ost-Berlin) ist ein ehemaliger deutscher Eisschnellläufer der DDR.

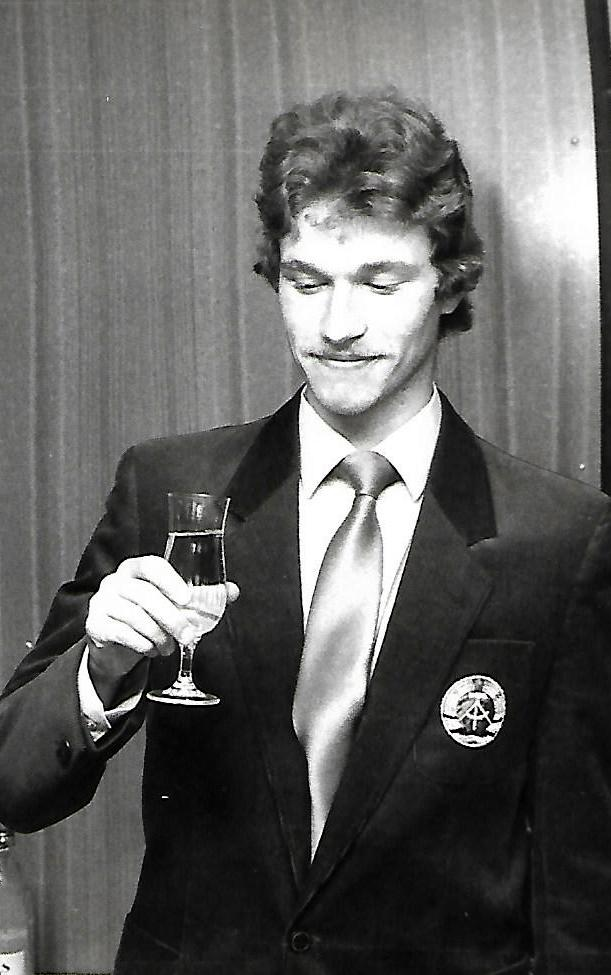
René Schöfisch (1984)

Der für den TSC Berlin startende und von Werner Unterdörfel betreute Schöfisch gewann bei den Olympischen Spielen 1984 in Sarajevo die Bronzemedaillen über 5000 und 10.000 Meter.
Seit seinem Karriereende als Eisschnellläufer arbeitet René Schöfisch in seiner Freizeit als Trainer.